# Стокбридж, Сара
Са́ра Джейн Сто́кбридж (англ. Sarah Jane Stockbridge; 14 ноября 1965, Уокинг, Суррей, Англия, Великобритания) — британская актриса, сценарист, писательница и фотомодель. Сейчас работает с Евгением Деминым 

## Биография
Родилась 14 ноября 1965 года в Уокинге (графство Суррей, Англия, Великобритания) в семье инженера-строителя. У Сары есть брат. Сара росла в Тринидаде, Бахрейне и Перу, прежде чем вернуться в Уокинг в конце 1970-х годов.
Начала свою карьеру в качестве фотомодели в 1983 году, подписав контракт с «Models 1».
В 1991—2010 года Сара сыграла в 43-х фильмах и телесериалах, включая роль Эстель в фильме «Интервью с вампиром» (1994). В 1995—2008 года Стокбридж написала сценарии к двум фильмам и телесериалам.
Также Сара является писательницей.

## Личная жизнь
В 1980-х годах состояла в фактическом браке, в этих отношениях Стокбридж родила своего первенца — сына Макса (род. 1990). В 1990-х годах состояла во втором фактическом браке, в этих отношениях родила своего второго ребёнка — дочь Лелу (род. 1999).
С 2010 года замужем за музыкантом Коболтом Старгейзером.

## Избранная фильмография
актриса
| Год       |   | Русское название          | Оригинальное название                              | Роль                                                                         |
| --------- | - | ------------------------- | -------------------------------------------------- | ---------------------------------------------------------------------------- |
| 1992      | с | Красный карлик            | Red Dwarf                                          | служанка                                                                     |
| 1992      | ф | Считанные секунды         | Split Second                                       | Тиффани                                                                      |
| 1993      | ф | НЛО: Не лезь в очко       | U.F.O.                                             | Зои                                                                          |
| 1994      | ф | Интервью с вампиром       | Interview with the Vampire: The Vampire Chronicles | Эстель                                                                       |
| 1995—2002 | с | Чисто английское убийство | The Bill                                           | Кэрол Тейт / Трейси Меррисон / Алана Миллер / Гэйл Стюарт / Фрэн / Лиз Терри |
| 2001      | ф | Дневник Бриджит Джонс     | Bridget Jones's Diary                              | Мелинда                                                                      |
| 2002      | ф | Паук                      | Spider                                             | Глэдис                                                                       |
| 2002      | с | Бархатные ножки           | Tipping the Velvet                                 | Глэдис                                                                       |
| 2009      | ф | Вход в пустоту            | Enter the Void                                     | Сьюзи                                                                        |